# Vieira Souto
Luiz Rafael Vieira Souto (Rio de Janeiro, 21 de agosto de 1849 - Rio de Janeiro, 19 de junho de 1922) foi um engenheiro e líder industrialista fluminense. Foi diretor da comissão para a construção do porto do Rio de Janeiro diretor-geral da prefeitura da cidade. Foi catedrático de engenharia civil e professor-substituto de economia política da Escola Politécnica do Rio de Janeiro. Foi presidente do Jockey Club do Rio de Janeiro.

## Homenagens
Em sua homenagem foi nomeada a Avenida Vieira Souto, no bairro de Ipanema, Rio de Janeiro.